# Sloanea merevariensis
Sloanea merevariensis är en tvåhjärtbladig växtart som beskrevs av Henri François Pittier och J.A. Steyermark. Sloanea merevariensis ingår i släktet Sloanea och familjen Elaeocarpaceae. Inga underarter finns listade i Catalogue of Life.